# Aeroporto delle Midlands Orientali
L'Aeroporto delle Midlands Orientali o Aeroporto di Nottingham (IATA: EMA, ICAO: EGNX) è un aeroporto situato vicino alle città di Derby, Leicester e Nottingham, tutte nel raggio di 32 km.
Lo scalo ha raggiunto il numero di passeggeri record di 5 620 673 nel 2008, facendo segnare un incremento del 3,8% dall'anno precedente.
L'aeroporto è hub per le compagnie aeree bmibaby, EasyJet, Jet2.com, Ryanair, Thomson Airways e Thomas Cook Airlines.